# Palacio de Ali Qapu

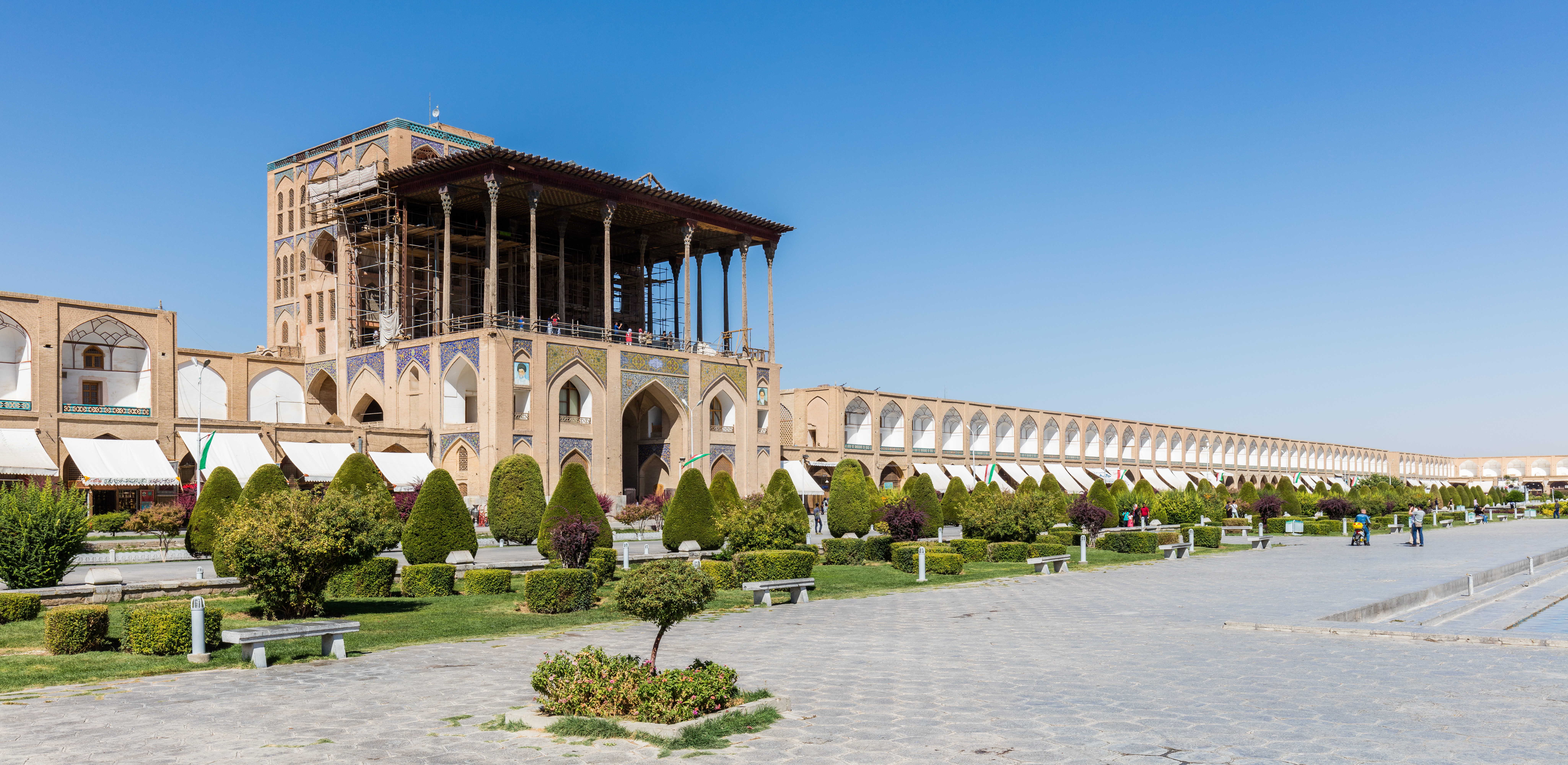
Palacio de Ali Qapu.

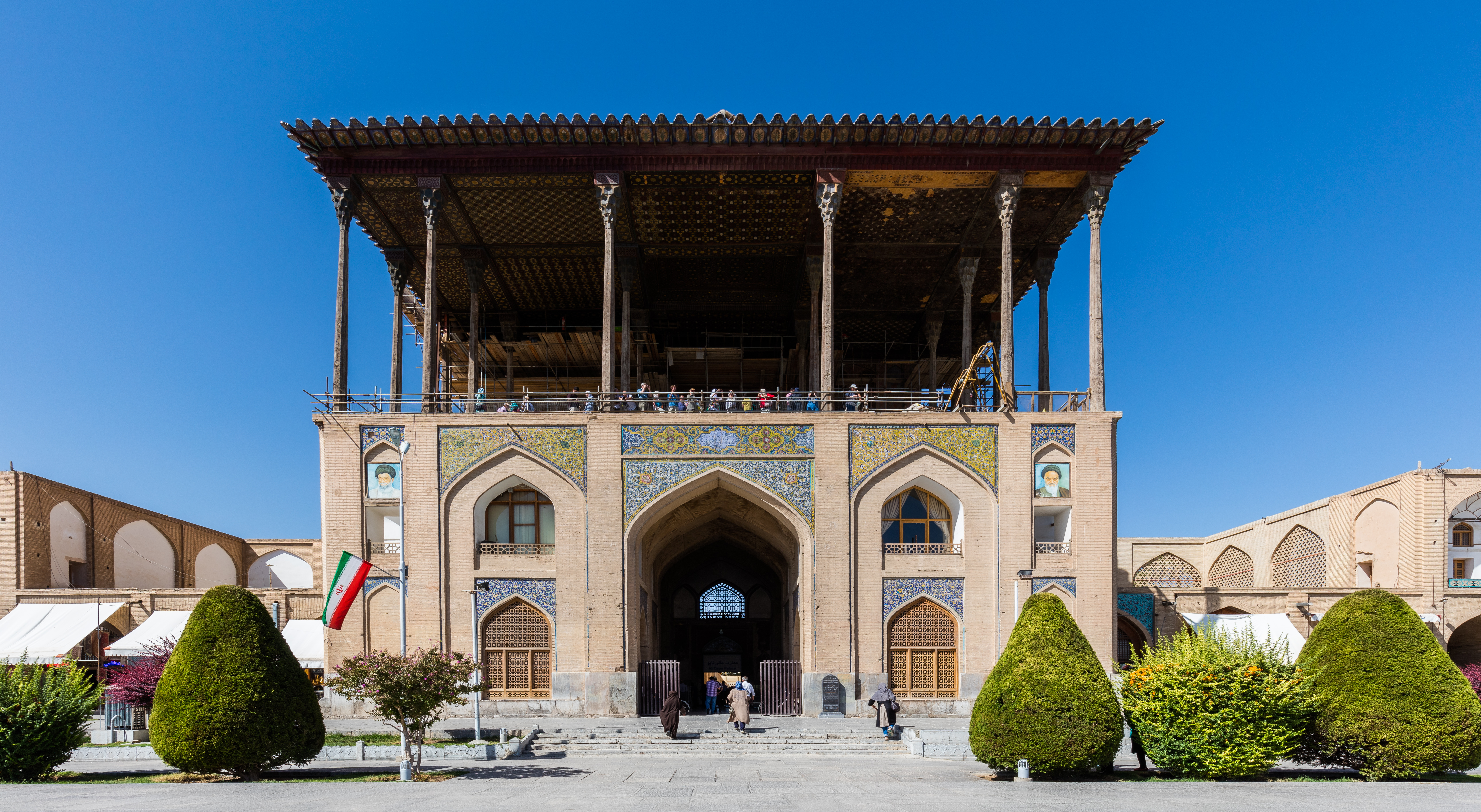
Vista frontal.

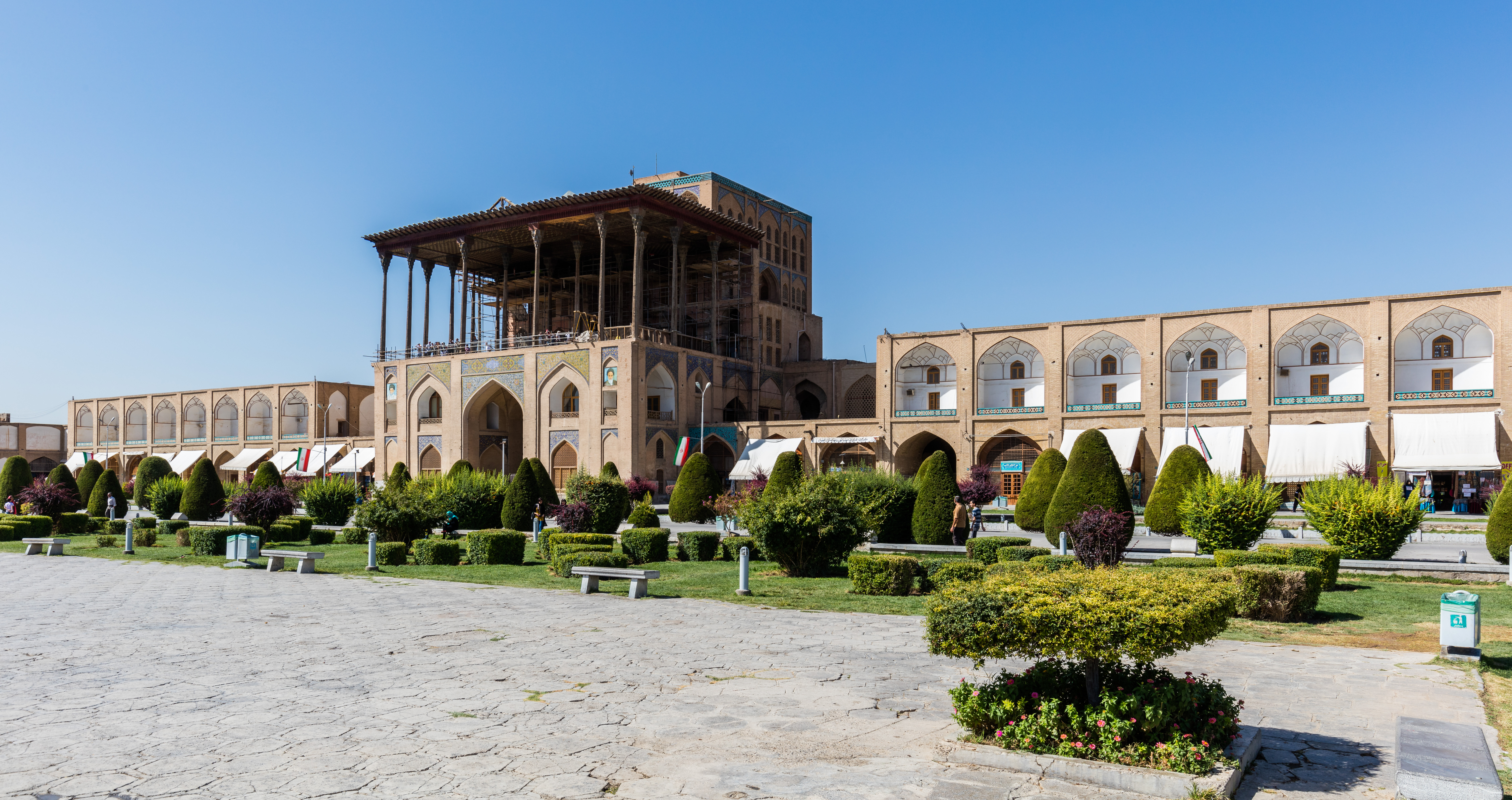
Vista desde el otro lado.

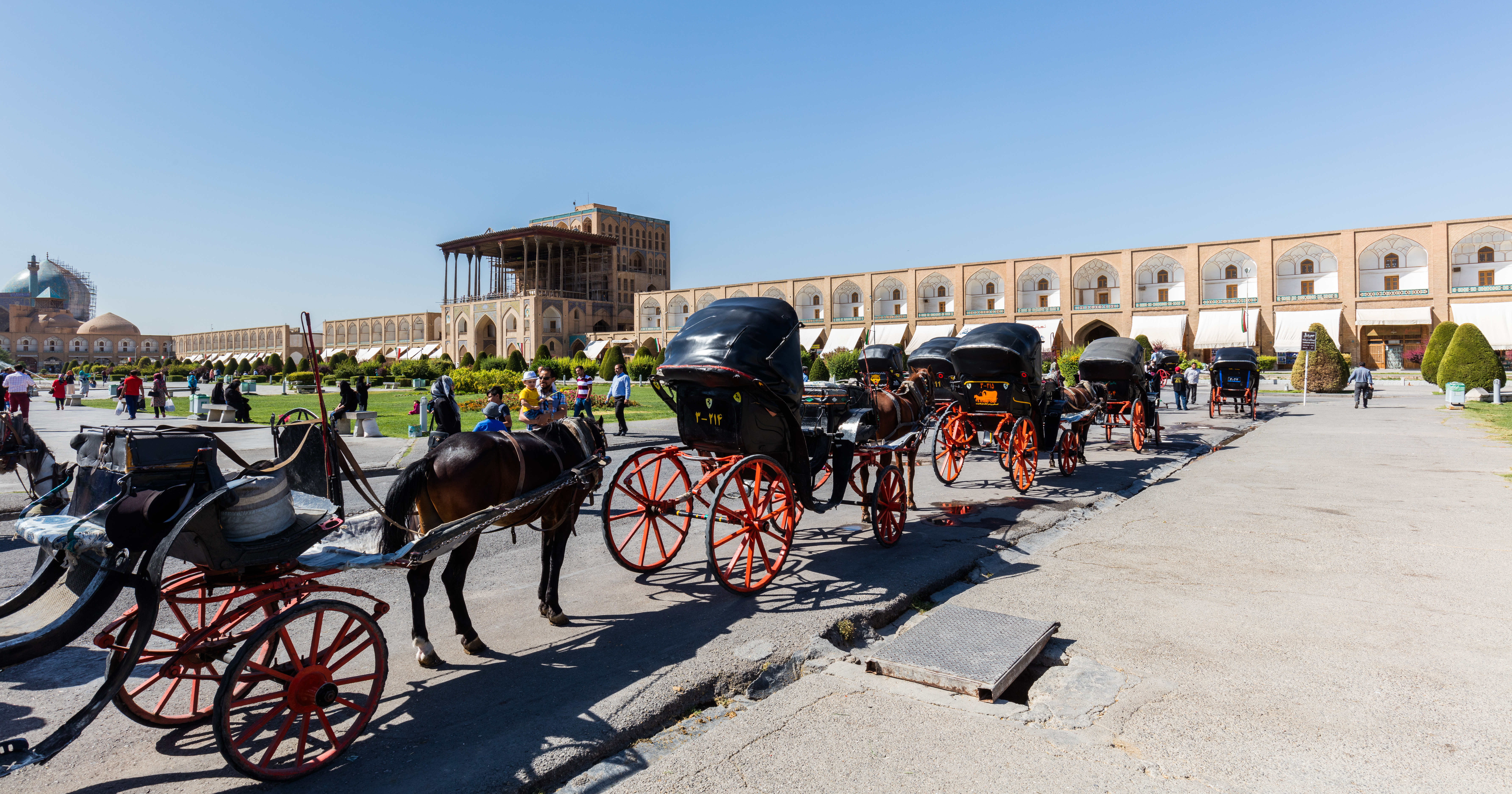
Carruajes en la plaza Naghsh-e Jahan.

El palacio de Ali Qapu (en persa: عالیقاپو‎,  'la puerta alta') es un palacio cinco plantas en la Meydan-e Shah ('plaza del Rey') de Isfahán en Irán. Fue construido en el siglo XVII frente a la mezquita de Sheikh Lutfallah.

## Descripción
El nombre del palacio deriva de un pasaje abovedado que recorre el centro del edificio y sirve para enlazar con el espacio que anteriormente ocupaba por el palacio safávida. Este pasaje está flanqueado por dos plantas de habitaciones más pequeñas, coronadas por un pórtico abierto llamado tālār, el techo está sostenido por dieciocho columnas de madera y tiene una fuente en el tālār. Tras el pasaje abovedado y el pórtico se levanta un edificio de 3 plantas principales y una puerta abovedada que permite el paso a una plaza y a una sala de recepción en el tālārcon habitaciones más pequeñas, decoradas con
mocárabes. Tanto el arco y la parte de recepción central están flanqueados por dos hileras de habitaciones más pequeñas, creando todo una estructura en cinco plantas.
El edificio tiene siete plantas en la actualidad, y 48 metros de altura. En el sexto piso se encuentra una "sala de música", decorada con nichos circulares que tienen un fin decorativo y acústico. Las dieciocho columnas del talar están decoradas con espejos y el techo está decorado en madera con marquetería.
Las paredes del palacio están ricamente decoradas con murales de Reza Abbasi-e, pintor de la corte de Gran Shah Abbas I y sus alumnos que representan principalmente de flores y animales (aves) y algunas figuras humanas.
Las puertas y ventanas cuidadosamente diseñadas del palacio han sido destruidas casi totalmente con el paso del tiempo, salvo una ventana del tercer piso. El palacio fue restaurado durante el reinado del Sultán Huseyin, el último soberano safávida, y después experimentó graves daños durante el reinado de los afganos que invadieron el país. Bajo el reinado de Nasereddin Shah Qajar (1 848 -1 896), las pinturas fueron cubiertas con azulejos de cerámica con inscripciones.
La organización general del edificio sugiere su función: el paso subterráneo fue utilizado como puerta de entrada al palacio safávida al oeste del meydan («la plaza») en dirección al chāhār bāgh «bulevar de los cuatro jardines», mientras que los pisos superiores se utilizaban para recepciones reales y otras diversiones. Chardin describe una recepción a la que asistió el 16 de julio de 1672 por un asiento en el tālār: el rey y sus invitados asistieron al juego del Polo, demostraciones de tiro y luchas de animales salvajes mientras se tomaban un refrigerio. Las carreras de caballos también se celebraron en la plaza.

## Historia del palacio

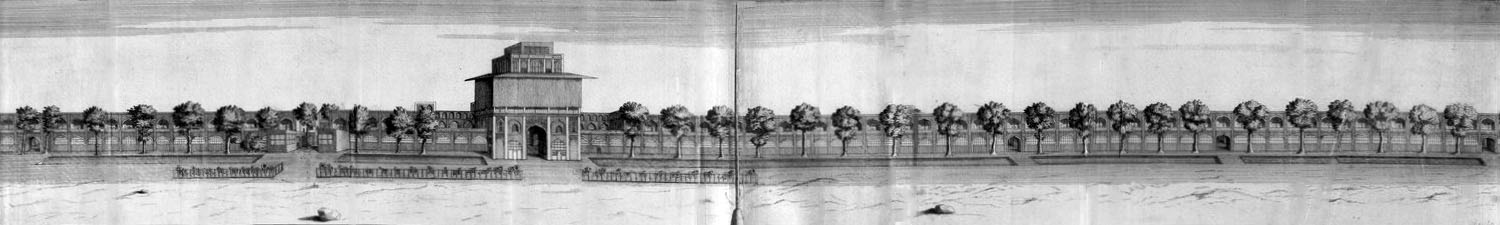
El Palacio de Ali Qapu visto por Jean Chardin durante su viaje a Persia en 1673-1677.

La historia del palacio está mucho menos clara que su función.
Las restauraciones recientes de Ali Qapu han mostrado que el palacio se construyó en varias etapas. La primera parte del edificio en ser construida parece haber sido la parte de las cinco plantas centrales. Es probable que esta parte no existiese en 1593, cuando el Gran Shah Abbas se tenía que subir en el techo de una madrasa para ver unas maniobras de su infantería. La construcción del edificio cuadrado parece haber seguido a la elección de Isfahán como la nueva capital de la dinastía safávida, lo que llevó a la necesidad de construir un lugar oficial de recepción. Es probable que sólo el edificio cuadrado date del reinado de Abbas I. Pietro Della Valle (1586-1652), durante su viaje a Persia en 1617, hace una descripción de una recepción, sin mencionar el tālār, sin embargo, describe las numerosas pequeñas habitaciones que dan a una sala más grande y unas escaleras estrechas para llegar a ellas, lo que se corresponde con el plano del edificio cuadrado.
Según Honarfar, la evidencia histórica y literaria hace fechar la construcción del tālār en 1643-1644 durante el reinado de Abbas II. La subestructura contiene un pasaje en consonancia con las tiendas de mercancías ubicadas en la zona interna del meydan.
La datación del nombre de Ali Qapu es incierta. En la lista de edificios construidos por Shah Abbas I, Eskandar Beg señala la dargāh-e panj tabaqe("Edificio de cinco plantas), sin epíteto distintivo. Della Valle le llama el Palacio del Rey. Chardin, que vivió en Isfahán en 1666-1667 y en 1672-1673, dijo que la gente lo llamaba Hali Kapi. Parece posible que el término Qapu Ali haya sido utilizado después de serle añadido el tālār en 1643-1644.

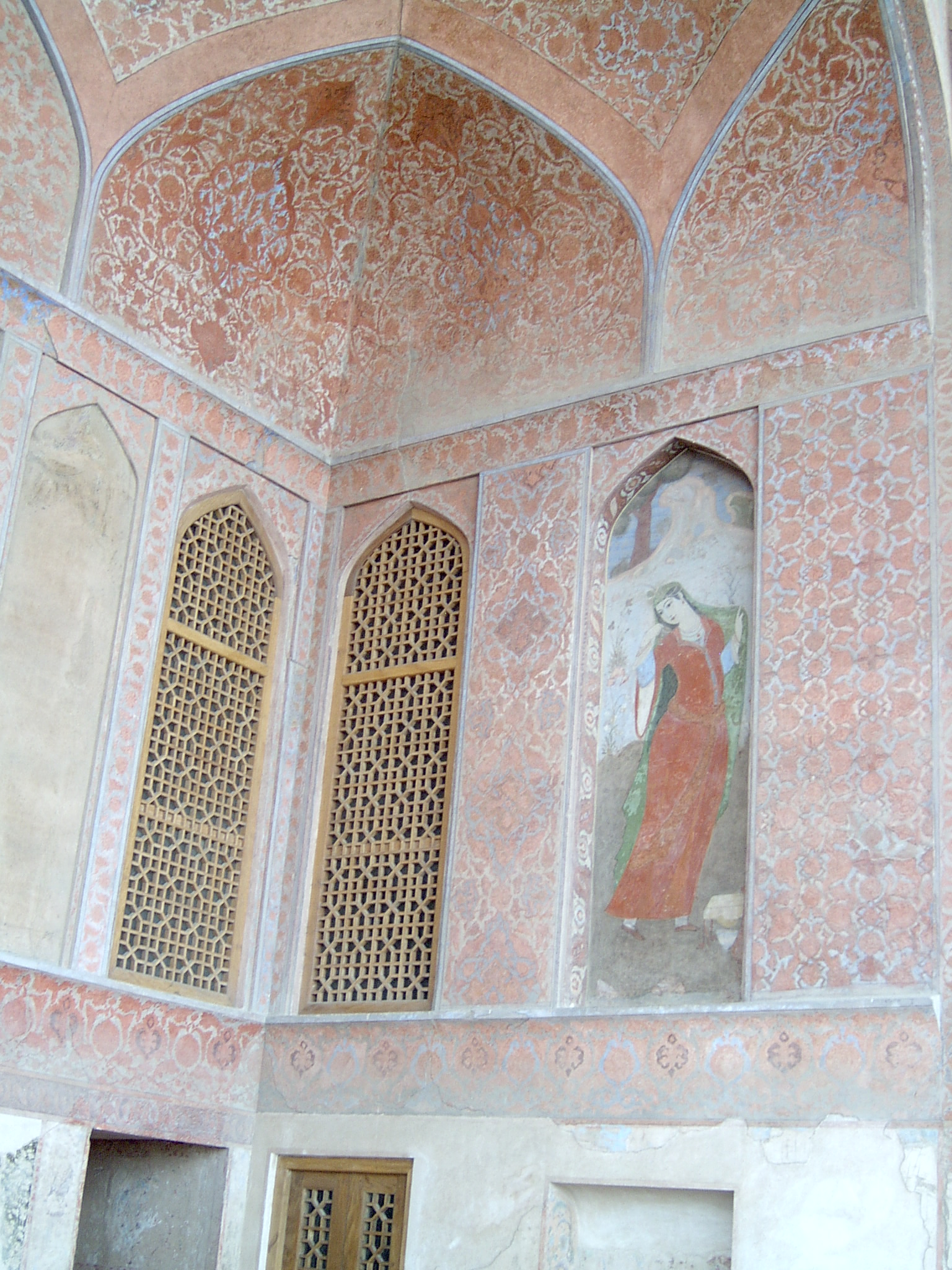
Fresco en una de las salas superiores
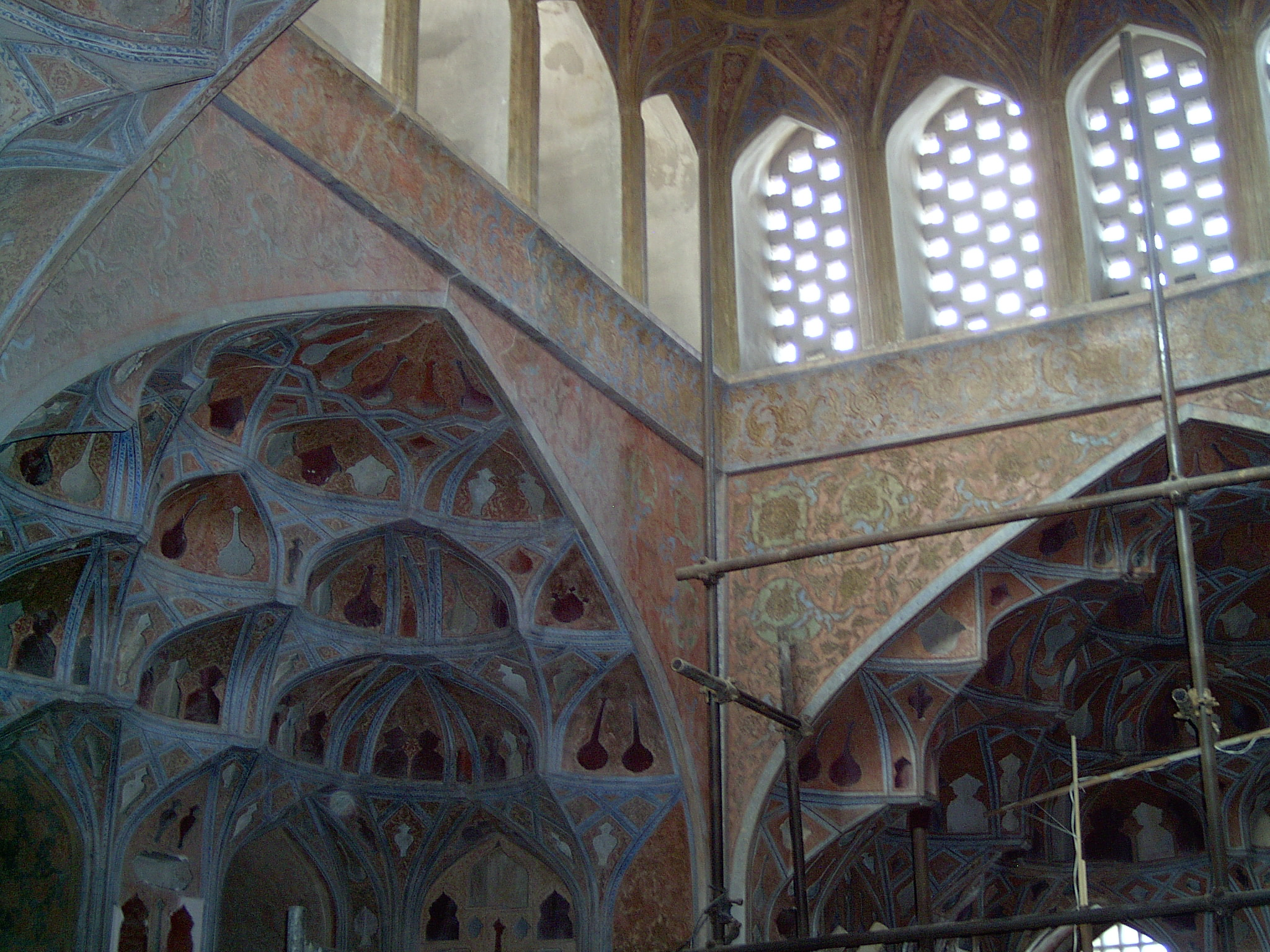
Plafón de una de las salas superiores en restauración
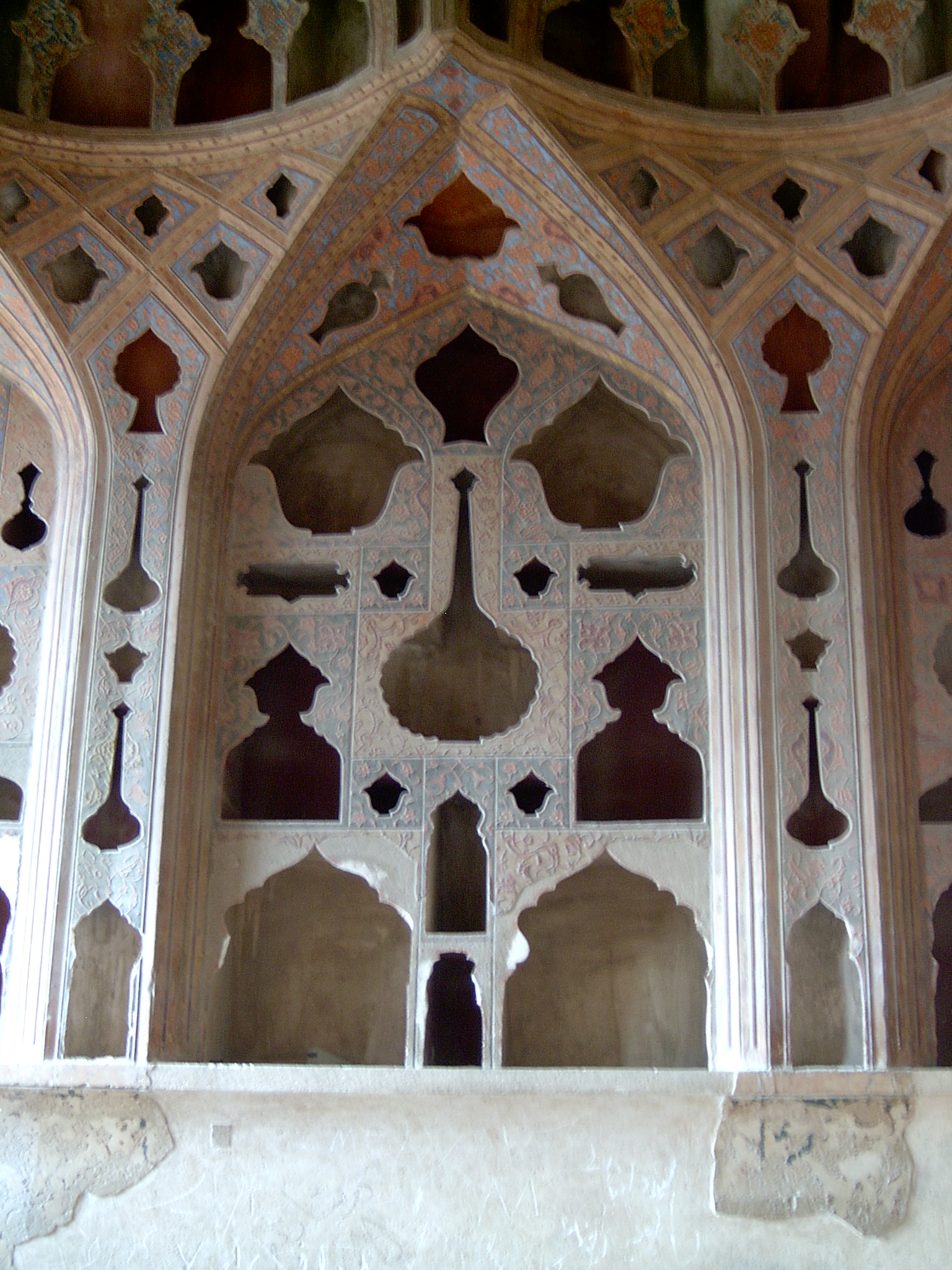
Detalle de un nicho y de decoraciones de la sala de música.